# Microsoft Cortana
Microsoft Cortana byl virtuální asistent, který byl součástí operačních systémů Windows Phone 8.1, Windows 10 a Windows 11 od společnosti Microsoft. Na základě hlasových povelů uměl pracovat s plánovacím kalendářem, udržoval seznamy kontaktů, otevíral aplikace, posílal e-maily i SMS, synchronizoval data mezi mobilním telefonem a počítačem a další podobné funkce.
Dne 2. června 2023 Microsoft oznámil, že podpora samostatné aplikace Cortana v systému Microsoft Windows bude ukončena koncem roku 2023 a bude nahrazena chatbotem s umělou inteligencí Microsoft Copilot. Podpora Cortany v mobilních aplikacích Microsoft Outlook a Microsoft 365 byla ukončena na podzim roku 2023.
Dne 22. května 2024 společnost Microsoft oznámila aktualizaci Windows 11, verze 24H2, která ze systémů odstranila aplikace Cortana, Tipy a WordPad.
Cortana byla poprvé představena Joem Belfiorem na konferenci Microsoft BUILD 2014 v San Franciscu (2.–4. dubna 2014). Cortana byla dostupná také na herních konzolích Xbox One. Název Cortana byl odvozen od fiktivní postavy ze série her Halo. Hlas Cortany patřil, stejně jako v seriálu Halo, herečce Jen Taylorové.
Microsoft Cortanu s příchodem Windows 11 ve svých službách již příliš nevyužíval. Již v březnu 2021 ukončil její mobilní aplikaci.

## Jazyky
Cortana rozuměla k roku 2014 jen angličtině, čínštině (v čínských regionech se jmenuje Xiao Na), italštině, francouzštině, němčině a španělštině. Tyto verze byly nejprve dostupné jen ve verzi ALPHA, to znamená, že jej testovali sami uživatelé a Microsoft (formou zpětné vazby) sbíral informace o používání atd. V těchto jazykových verzích Cortana v dané době zdaleka neuměla všechno to, co uměla její anglicky mluvící verze.

## Data
Cortana čerpala data převážně z vyhledávače Bing, ale také z Wikipedie nebo z aplikací od Microsoftu (například: Počasí nebo Finance). Jako další zdroj informací byly pro ni aplikace v počítači nebo mobilu, které její uživatel používal.

## Možné riziko pro ochranu soukromí
Podobně jako jiný software tohoto druhu, Cortana mohla představovat vážné riziko ochrany soukromí. Ke své správné funkci totiž taková asistenční aplikace potřebuje shromažďovat řadu údajů o svém uživateli: má přístup k seznamům kontaktů, přehled o odeslaných a přijatých e-mailech, sms, příchozích a odchozích hovorech. Kromě toho také sleduje, kde se uživatel nachází, co říká, jakou hudbu poslouchá, co nakupujete, na jaké filmy se dívá a co dělá v prohlížeči. Tyto údaje pak odesílá na server provozovatele k analýze.
Z těchto důvodů se doporučuje každému, kdo nemá v úmyslu funkce osobního asistenta využívat, aby jej ve svém zařízení vypnul. Nicméně i po vypnutí Cortany zůstávala data, která nashromáždila, uložena na serverech a vyhledávač Bing se k nim vracel, když vyhledával požadavky uživatele.

## Konkurence
Konkurenčními systémy byly například Siri od společnosti Apple (v operačním systému iOS) a již nefunkční Google Now od společnosti Google (ve webovém prohlížeči Google Chrome nebo v operačním systému Android). Mezi konkurenty patřil také BlackBerry Assistant od společnosti BlackBerry (v operačním systému BlackBerry 10). V některých srovnáních z roku 2014 mezi Cortanou, Siri a Google Now, vedla s velkým odstupem Google Now, za ním ve velké vzdálenosti byly Siri a Cortana. V jiném, mezi Siri, Google Now a BlackBerry Assistant naopak vítězila Siri, druhý byl s těsným odstupem BlackBerry Assistant a na jasném posledním místě byl Google Now.. Nelze tedy říci, který hlasový asistent byl nejlepší. Je navíc nutné podotknout to, že Siri a Google Now byly na trhu v dané době již dlouhá léta, zatímco Cortana a BlackBerry Assistant měli v době testování teprve nálepku BETA.

## Cortana a jiné operační systémy
Po představení Windows 10 a tedy snaze sjednotit všechny platformy v jednu s jedním prostředím vhodným pro všechna zařízení, chtěl Microsoft také plnohodnotně využít Cortanu. Byla částečně integrována právě do desktopu ve Windows 10 a rovněž měla být využita i v podnikové sféře.

## Příklady pro mobilní telefon
- Phone – Telefon

Call Mom – Zavolej mámě
Make a call to George at home – Zavolej Georgovi na jeho číslo domů
- Messaging – SMS

Text Louisa – Napiš SMS Louise
Text George on my way – Napiš SMS Georgovi, že jsem na cestě
- Calendar – Kalendář

What am I doing this weekend – Co dělám tento víkend
Add surfing at the beach to my calendar for Saturday – Přidej serfování na pláži do mého kalendáře v sobotu
- Reminder – Připomínky

When James calls, remind me to say congratulations – Až bude volat James, připomeň mi, abych mu pogratuloval
Remind me to water the plants when I get home – Připomeň mi, že mám zalít květiny, až budu doma
- Note – Poznámky

Note: left my car on level 4 – Poznámka: nechal jsem auto ve čtvrtém podlaží
- Music – Hudba

Play my music – Přehraj moji hudbu
Play Destiny – Přehraj písničku s názvem Destiny
- Places – Místa

How far to the Grand Canyon? – Jak daleko je to do Grand Canyonu?
Find cheap pizza restaurants near me – Najdi v mé blízkosti levné restaurace s pizzou
- Search – obecné hledání na internetu (Bingu)

What's the forecast for tomorrow? – Jaká je předpověď počasí na zítřek?
How many floors are in the Empire State Building? – Kolik je pater v Empire State Building?